# أويل (ولاية)
أويل هي عاصمة ولاية شمال بحر الغزال في جنوب السودان. عدد سكانها يبلغ قرابة 15,000 نسمة خلال السنة ويزيد في موسم الأمطار والفياضانات. تستضيف المدينة موقعا لبعثة الأمم المتحدة في السودان ولعدد آخر من جمعيات النفع العام غير الحكومية المتواجدة لتقديم المساعدات. تقع المدينة بالقرب من نقطة تلاقي نهري لول ونهر بونغو.

## ديموغرافيا
| سنة          | عدد السكان |
| ------------ | ---------- |
| 1973 (إحصاء) | 17.773     |
| 1983 (إحصاء) | 25.714     |
| 2007 (تقدير) | 40.054     |

## المواصلات

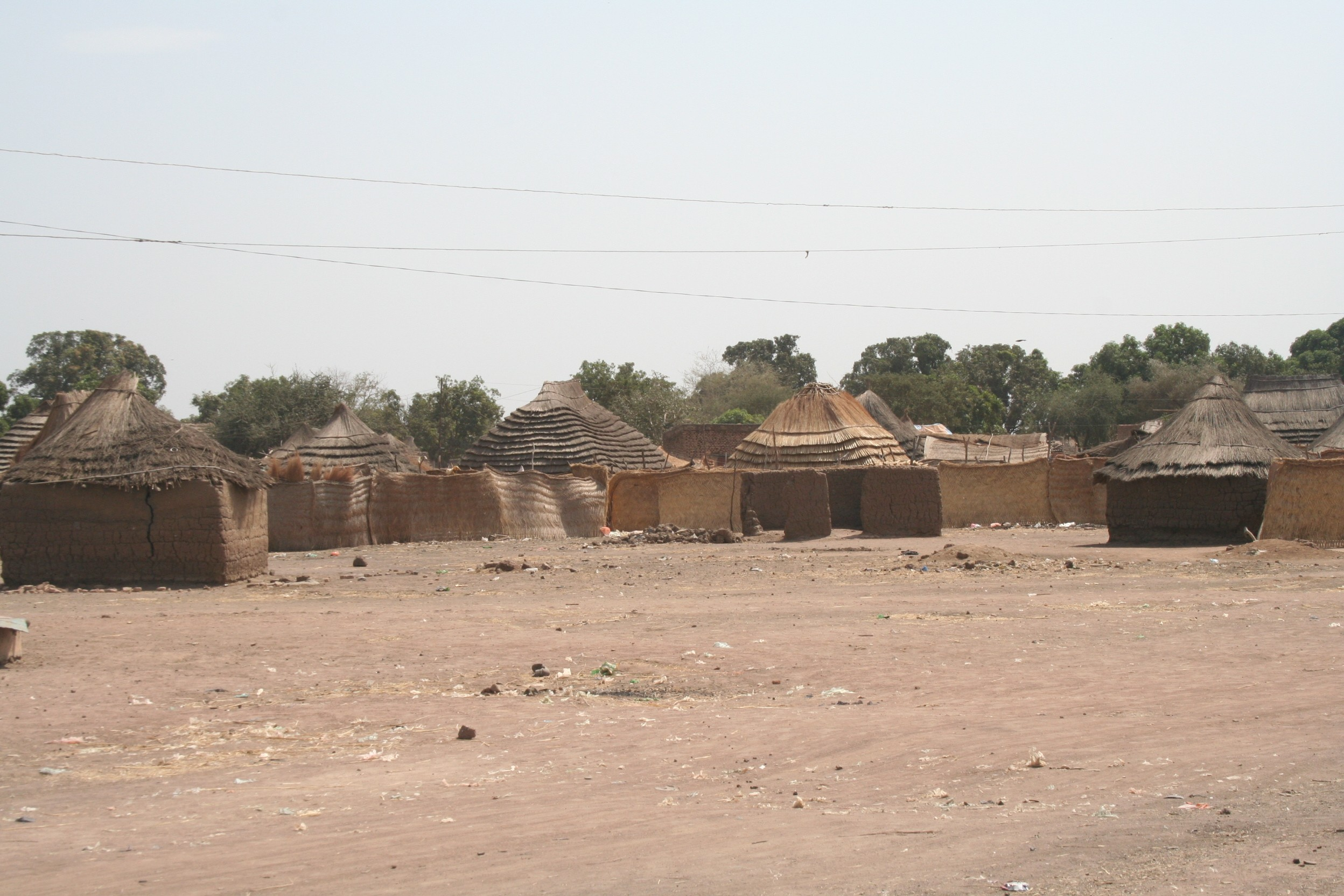
أكواخ مدينة الأويل عام 2006

كان لمدينة أويل محطة قطار في الطريق إلى واو بنيت عام 1960ن ولكن لطول مدة عدم استخدامها وإهمالها أثناء الحرب الأهلية تعطلت، لمعاودة إصلاحها واستعمالها عام 2010. كما أن هناك طريق ترابي غير معبد بين اويل ومدينة جوبا. بالإضافة إلى مطار أويل.